# Mike Krieger

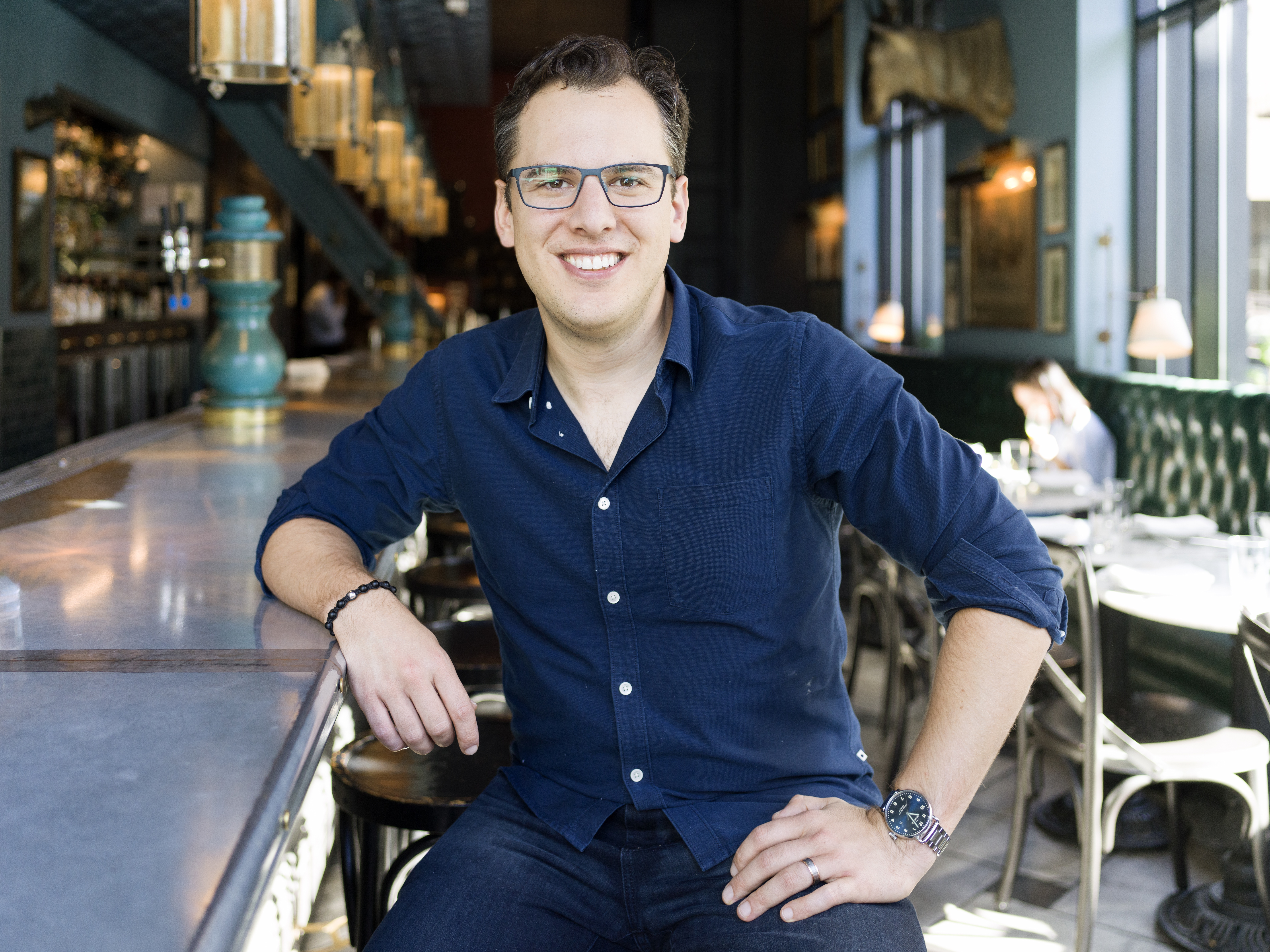
Mike Krieger

Michel Krieger (San Paolo, 4 marzo 1986) è un imprenditore e informatico brasiliano naturalizzato statunitense, che ha co-fondato Instagram insieme a Kevin Systrom e ne è stato il CTO. Instagram è passato da pochi milioni di utenti a 1 miliardo di utenti attivi mensili mentre Krieger è stato CTO.